# Oude Kruisens
Oude Kruisens eller Oude Kruisberg (i folkemunde: "Ouwe Kruisies") er en stigning på sydsiden af Kruisberg i Ronse i de Flamske Ardenner, Østflandern.
Oude Kruisens, navngivet efter vejen og bakken Kruisberg, er også kendt som Oude Kruiskens eller Kruisberg (Oudestraat) i visse cykelløb. Oudestraat er den vej, hvor stigningen begynder. Oude Kruisberg har været fredet som kulturejendom siden 1998 på grund af tilstedeværelsen af arbejderhuse fra begyndelsen af det 20. århundrede.

## Cykelsport
Oude Kruisens eller Oude Kruisberg er blevet inkluderet i Flandern Rundt 17 gange (1973-1976, 1991, 1992, 2011, 2014-2023). Stigningen ligger parallelt med Kruisstraat. I løbsbogen bliver den ofte kaldt Kruisberg (Oudestraat).
Forskellen mellem den tilstødende Kruisstraat - som fungerede som målområde for VM i landevejscykling 1988 og følger ruten for N60-hovedvejen Ronse-Oudenaarde-Gent - er, at denne stigning hovedsageligt består af brosten.
I 1973 blev Oude Kruisens placeret mellem Kwaremont og Edelareberg, i 1974 og 1975 mellem Oude Kwaremont og Taaienberg. I 1976 lå den mellem Oude Kwaremont og Koppenberg. I 1991 blev stigningen placeret efter Paterberg og før Taaienberg. I 1992 lå den mellem Hoogberg-Hotond og Taaienberg. I 2011 blev stigningen placeret mellem Kaperij og Knokteberg. I perioden 2014-2023 ligger stigningen i fuld finale mellem Taaienberg og Oude Kwaremont (3. opstigning).
Stigningen bliver også ofte kørt i Kuurne-Bruxelles-Kuurne. Derudover bliver den regelmæssigt kørt i E3 Harelbeke, hvor den i årevis fejlagtigt er blevet kaldt Oude Kruiskens. Vejnavnet er nemlig Oude Kruisens (uden k). I folkemunde bliver stigningen kladt Ouwe Kruisies.
Stigningen er også inkluderet i Omloop Het Nieuwsblad. Derudover er den inkluderet i Halle-Ingooigem og Dwars door Vlaanderen.
I 2010 og 2012 blev stigningen inkluderet i Tre dage ved Panne og kaldt Oude Kruisberg i løbsbogen.
I 2007 dannede stigningen rammen for det belgiske mesterskab i Ronse, og den blev kørt sammen med Hotondberg 16 gange.